# Conrad Macao och The Londoner Macao Hotel
Conrad Macao och The Londoner Macao Hotel är två lyxhotell som återfinns i ett och samma höghus, som är byggd ovanpå kasinot The Londoner Macao i Cotai i Macao i Kina. Själva höghuset ägs av Sands China, dotterbolag till det amerikanska Las Vegas Sands, medan själva hotellen drivs av Hilton Hotels (Conrad Macao; kinesiska: 澳门康莱德酒店) och själva kasinot (The Londoner Macao Hotel; kinesiska: 澳门伦敦人酒店). Höghuset har totalt 1 253 hotellrum, där Conrad Macao har 659 rum i halva höghuset som vetter mot kasinots framsida (mot The Venetian Macao) medan The Londoner Macao Hotel har 594 hotellsviter i den andra halvan av byggnaden som vetter mot kasinots baksida (mot MGM Cotai). 14 av hotellsviterna i The Londoner Macao, är designade av den engelska före detta fotbollsspelaren David Beckham.
Konstruktionen av kasinot inleddes redan 2006 men fick stoppas två år senare på grund av den rådande globala finanskrisen. År 2010 återupptog man bygget och kasinot stod färdig i april 2012 tillsammans med höghusen som innefattar Conrad Macao, Holiday Inn Macao och Sheraton Grand Macao Hotel för en kostnad på 4,4 miljarder amerikanska dollar. Den 11 april invigdes allting utom höghusen för Sheraton. År 2017 meddelade Sands att hela kasinokomplexet skulle genomgå en större renovering och där temat skulle vara Storbritanniens huvudstad London. Den skulle också byta namn till The Londoner Macao från och med 2020. Hotellkonceptet för Holiday Inn skulle försvinna och ersättas av ett lyxhotell med namnet The Londoner Hotel. Hela renoveringen skulle kosta mellan 1,35–2,2 miljarder dollar att färdigställa och förväntades vara klar senast någon gång under 2021. Sands påpekade också att renoveringen skulle innebära att den totala hotellkapaciteten skulle reduceras en aning. Den 8 februari 2021 invigdes första fasen av The Londoner Macao efter renoveringen.